# Jordgylet (Asarums socken, Blekinge)
Jordgylet är en sjö i Karlshamns kommun i Blekinge och ingår i Mörrumsåns huvudavrinningsområde.